# 9397 Lombardi
9397 Lombardi eller 1994 RJ är en asteroid i huvudbältet som upptäcktes den 6 september 1994 av Santa Lucia Stroncone-observatoriet i Stroncone. Den är uppkallad efter den italienska amatörastronomen Giuseppe Lombardi.
Asteroiden har en diameter på ungefär 2 kilometer.